# Steve Meye

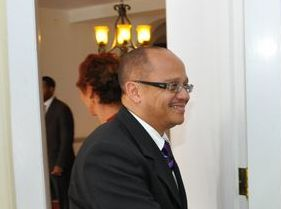
Steve Meye

Steve (Stephanus Remy) Meye (Paramaribo, 18 januari 1965) is een Surinaams bisschop, voorganger van Gods Bazuin Ministries International en geestelijk adviseur van oud-president Desi Bouterse.

## Opleiding
Na het vwo in 1984 afgerond te hebben, rondde Meye LO Engels af. Meye studeerde vervolgens theologie aan de Tabernacle Bible College and Seminary in Tampa (Florida). In 2005 promoveerde hij er tot doctor of Religious Philosophy.

## Loopbaan
In 1993 werd Meye associate pastor (medevoorganger) en in januari 1999 senior pastor (hoofdvoorganger) van de gemeente Nieuwe Generatie Gods Bazuin in Paramaribo, de gemeente die zijn vader Pudsey Meye (1922-2005) heeft gesticht in oktober 1963. In 1999 telde deze gemeente, na een splitsing, vijftig leden en in 2004 waren dit er achthonderd. In september 2002 werd Meye tot bisschop benoemd binnen het verband van 62 Surinaamse en 7 buitenlandse (onder meer in Almere en Amsterdam) gemeenten die binnen Gods Bazuin Ministries vallen. In februari 2012 werd duidelijk dat ongeveer driehonderd gemeenten zich gebundeld hebben onder leiding van Steve Meye in de Vereniging van Volle Evangelie en Pinkstergemeenten in Suriname (VVEPS).

## Politiek
Steve Meye heeft in een samenkomst in 1999 een oproep tot bekering gedaan, waarop de aanwezige Desi Bouterse naar voren kwam en zich bekeerde tot het christendom. In juni 2011 werd Meye bezoldigd geestelijk adviseur van Desi Bouterse. Op 6 mei 2012 tijdens een bijeenkomst van coalitiepartijen op het Onafhankelijkheidsplein in Paramaribo deed Meye uitspraken over mensen die niet wilden meegaan met het gericht werken aan de eenheid in het land en daarmee het bereiken van het hogere doel van één volk, één natie belemmerden: "Maar die mensen moeten wij identificeren en aanpakken als staatsvijanden omdat ze alleen maar bezig zijn dit volk uit elkaar te rukken om chaos te creëren". Bouterse gaf in zijn speech aan dat hij goed naar zijn geestelijk adviseur geluisterd had en betitelde het ook door Meye omschreven gedrag als 'misdadig'. Onder druk heeft de bisschop de term 'staatsvijanden' een week na dato teruggenomen.

## Boeken
- Gods mandaat om te heersen - 2023
- De intimiteit van aanbidding - 2016